# Арам Манукян
Арам Манукян (вірм. Արամ Հարությունի Մանուկեան також відомий як Арам-паша, Саркіс Ованесян і Серж Ованесян, вірм. Սարգիս (Սերգեյ) Հարությունի Հովհաննիսյան; 19 березня 1879 — 29 січня 1919) — вірменський революціонер, політичний, військовий і державний діяч. Керівник вірменської самооборони Вана, Ванський губернатор, голова Єреванській адміністрації, член уряду Республіки Вірменія.

## Біографія
Арам Манукян, уроджений Саркіс Ованесян, з'явився на світ у вірменському селищі Зейва Елізаветпольской губернії. Його батько Арутюн Ованесян був зброярем, мати — Сона Ованесян — домогосподаркою. Саркіс був молодшим з п'ятьох дітей. Його шкільна освіта почалося у місті Шуша. З 1895 року він відвідував вірменську приходську школу, де вступив в Дашнакцутюн. У 1897 році вірменські парафіяльні школи були передані у відання Міністерства народної освіти. З 1901 року Саркіс брав участь у націонал-революційній діяльності. Проживав у Ерівані (нині Єреван). У 1903 році був виданий указ про націоналізацію вірменських церковного майна. Саркіс, який переселився на той час до Баку і взяв собі ім'я «Арам Манукян», взяв активну участь у протестній кампанії захисту прав і надбаннь Вірменської апостольської церкви. З Баку він виїхав до Єлизаветполя, потім до Тифлісу, а звідти — у Карс, де сформував збройний загін. У вересні 1903 загін Манукяна (150 бійців) перетнув турецький кордон, щоб доставити вантаж зброї вірменським фідаїнам, що обороняли місто Сасун. Правда, самому Манукяну довелося через хворобу з пів-дороги повернутися в Карс.
Восени 1904 року Манукян переселився до західно-вірменського міста Ван (тоді, як і тепер, це місто перебувало на території Туреччини), де незабаром став місцевим лідером партії Дашнакцутюн. Він налагодив доставку до Вану зброї з Росії та Ірану. Протягом одного лише 1906 року Ванські вірмени отримали більше озброєння, ніж за попередні 15 років. Манукян організував у регіоні систему неофіційних вірменських судів: відтепер при вирішенні внутрішньо-вірменських конфліктів не було потреби звертатися до корумпованих турецьких суддів.
У 1907 р Манукян був посланий делегатом від Вана на конгрес Дашнакцутюн в Відні. На конгресі дебатувалася зроблена дашнакам пропозиція емігрантів-младотурків про спільну боротьбу проти султана Абдул-Гаміда II. Манукян поставився до младотурків насторожено і закликав дашнакцаканів не довіряти їм. Час підтвердив його правоту…
Кілька місяців Манукян провів у Женеві (працював учителем), а після Младотурецкої революції 10 липня 1908 року, виїхав до Туреччини, де в міру своїх сил намагався застерігати своїх одноплемінників від ейфорії. Відвідав Ерзерум, а потім — місто Орду, де кілька років викладав у вірменській школі. Незабаром, шовіністичні та мегаломанські установки младотурків стали очевидними для всіх (або майже для всіх). Майже весь 1911 рік Манукян провів у Женеві.
У 1912 році Манукян повернувся у Ван, де знову очолив відділення Дашнакцутюн.
У 1915 році він увійшов до складу «Військового органу вірменської самооборони Вана», а незабаром особисто очолив оборону Вана від турецьких військ. У вірменському середовищі Арам Манукян отримав прізвисько Арам-паша. Під його керівництвом місто протрималося місяць до підходу підмоги. Проти вірменських городян і селян, що сховалися в місті (всього вірменське населення Вана, разом з біженцями збільшилася до 70 000 осіб) були кинуті 12 000 аскерів , з 12-ма гарматами, і тисячі башибузуків. У вірмен, що оборонялися було всього 1500 повноцінних бійців, що мали лише 505 гвинтівок і 750 маузерів. Однак, попри таку нерівність сил, вірмени відбили всі атаки турків і з 7 квітня по 6 травня тримали стійку оборону, завдавши ворогові великої шкоди. Тільки убитих аскерів налічувалося понад 1000 осіб.
Арам Манукян направив зв'язкових через лінію фронту, до російського командування. Вони повідомили, що Ван в облозі, і що близько 100 вірменських сіл в околицях вирізані. Ванці зверталися з відчайдушним проханням прийти на допомогу. Генерал Юденич відгукнувся одразу ж. Він посилив корпус Огановского зі свого резерву 2-ю Забайкальською бригадою генерала Трухина і наказав негайно завдати удару у напрямку Вана. Перше, з чим довелося тут зіткнутися російським бійцям, були страшні картини вірменської різанини.
Манукян прибув до Єревану у січні 1918 р і сформував напів-офіційний комітет, що навів у місті закон і порядок. Він залізною рукою вигнав з Єревану кілька вірменських банд, які розграбували арсенал Кавказького фронту і наважилися обкласти громадян «надзвичайним податком». Тим часом, порушивши укладене у грудні 1917 р. з Закавказьким комісаріатом Ерзнкайске перемирря, турецькі войска 10 лютого 1918 р. перейшли в наступ. Аж до 14 квітня 1918 р Манукян видавав у Єревані газету «Ашхатанак» (Աշխատանք, «Труд»). У березні 1918 р. на зборах представників різних станів Єревану Манукян був обраний диктатором.
До кінця квітня турки зайняли Ерзнка, Ерзерум, Сарикамиш і Карс, 15 травня — Олександропіль, а 21 травня — станцію і однойменне село Сардарапат і село Гечрлу (нині с. Мргашат). Тепер турецькі війська стояли всього в декількох кілометрах від Єревану. Виявивши неабиякі здібності організатора, Манукян зумів згуртувати населення Єревана перед обличчям агресії турків, що розпочалася. Він вдихнув у серця людей віру в перемогу. Під час Сардарапатскої і Баш-Апаранскої битв Манукян забезпечував тил вірменських військ.
З травня по липень 1918 року Манукян керував новоствореною Республікою Вірменія до прибуття її уряду в Єреван з Тифлісу, потім став її першим міністром внутрішніх справ, згодом був міністром праці і міністром оборони.
29 січня 1919 р. Арам Манукян помер від тифу.